# 174 Phaedra
Fedra (174 Phaedra) è un asteroide roccioso discretamente massiccio della fascia principale, in orbita attorno al Sole; venne scoperto il 2 settembre 1877 dall'astronomo canadese James Craig Watson. Il suo nome è dovuto all'omonimo personaggio della mitologia greca, Fedra.
La curva di luce disomogenea emessa da Fedra denuncia una struttura moderatamente irregolare.